# Galgahévíz
Galgahévíz es un pueblo húngaro perteneciente al distrito de Aszód, condado de Pest.

## Superficie
Cuenta con una superficie de 31,18 km².

## Demografía
Hasta 2024 la población era de 2507 habitantes, con una densidad de población de 80,40 hab/km².
| Gráfica de evolución demográfica de Galgahévíz entre 2020 y 2024 |
|                                                                  |
| Datos según la Oficina Central de Estadística de Hungría.        |